# Grupo Trama de Teatro

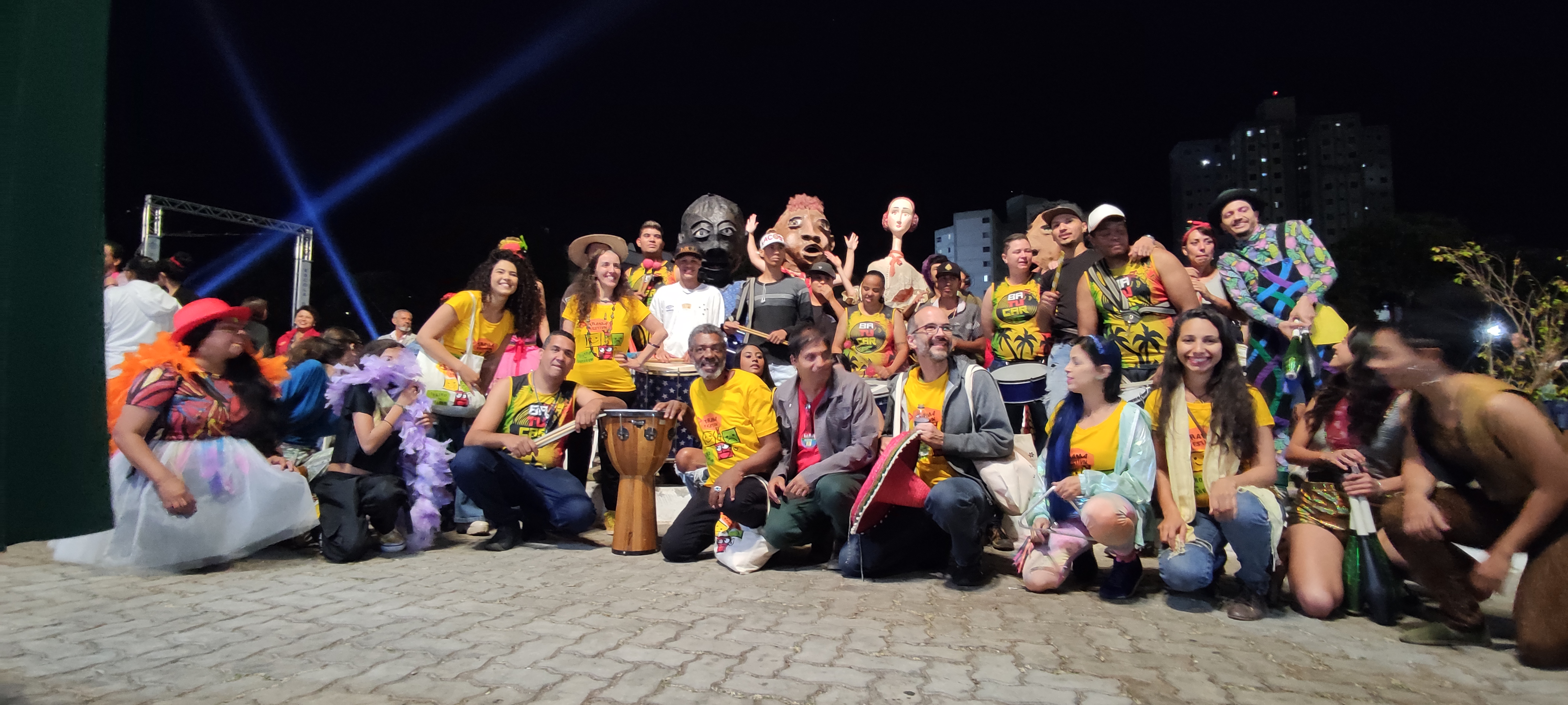
Abertura do II Trama Festival, na Praça da Jabuticaba

O Grupo Trama de Teatro é uma companhia teatral de Minas Gerais. Fundado em 1998 por Carlos Henrique, Glicério do Rosário e Epaminondas Reis, o Trama surgiu em Belo Horizonte após a reunião de artistas advindos da extinta Cia. Sonho e Drama. Desde 2011, a companhia está sediada na cidade de Contagem, na região metropolitana da capital mineira, onde realiza o Trama Festival, entre outras ações de formação teatral.   

## História
O Grupo Trama de Teatro nasceu em 1998 a partir da união de atores advindos da extinta Cia. Sonho e Drama. Os artistas em questão tinham o desejo de criar o próprio coletivo teatral e apoiavam-se nas premissas do despojamento cênico e da valorização do trabalho do artista, aliados ao pensamento crítico e à reflexão sobre a sociedade atual.
Fiel ao sonho, o Grupo Trama desenvolveu uma história de resistência e reconhecimento na cena teatral mineira e brasileira, conciliando apresentações, turnês e montagens com projetos voltados para a formação teatral e o convívio artístico.
Após uma sequência de montagens e de reconhecimentos, o Grupo Trama deixou Belo Horizonte e migrou para Contagem, cidade metropolitana à Belo Horizonte, onde passou a atuar ainda mais na formação artística. Com o Espaço Trama, a companhia se firmou nas ações além-palco, ministrando cursos, oficinas e promovendo ainda mais o encontro entre diferentes artistas.
Em 2018, o Grupo Trama de Teatro foi reconhecido como Ponto de Cultura pela prefeitura de Contagem e realizou a primeira edição do Trama Festival, que reuniu em praças, parques e ruas da cidade metropolitana espetáculos de vários lugares do Brasil. Em 2022, a segunda edição do festival voltou a ocupar o município. Entre os destaques da programação, está a presença do grupo Teatro Pan, do Chile. 

## Cronologia de espetáculos
- Abracadalivro (1998)
- O Homem da Cabeça de Papelão (2001)[3]
- Tabu (2003)
- Os 3 Patéticos (2005)
- O Pastel]ao (2007)
- John e Joe (2009)
- A Alma Encantadora das Ruas (2014)
- Ih, Sujou (2017)[4]
- Saci (2018)
- A Gota que Falta (2019)
- Quando a Velhice Chegar (2022)

## Outros projetos
Em 2021, em meio a pandemia do novo coronavírus, o Grupo Trama de Teatro lançou o projeto LivroCenAção, em que obras literárias de escritores e escritoras de Contagem, na RMBH, foram transformadas em cenas curtas. As montagens foram gravadas e disponibilizadas no canal da companhia no YouTube. Em 2022, a segunda edição do projeto aconteceu, mas em formato presencial. Nessa vez, artistas foram convidados a fazer uma leitura dramática de trechos das obras em escolas públicas da cidade de Contagem. Três livros foram selecionados por meio de chamamento online.
Também em 2022, o Grupo Trama de Teatro abriu as portas do Espaço Trama para receber três apresentações distintas dentro do projeto Tarde no Trama. Financiado pelo Fundo Municipal de Incentivo à Cultura de Contagem, o Espaço contou com as apresentações das peças "Ô de Casa!" e "Ensaio para a Morte", assim como com o espetáculo de dança "Cartografias".

## Curiosidades
Glicério do Rosário, um dos fundadores do Grupo Trama de Teatro, fez novelas e séries na TV Globo, como Órfãos da Terra, Cordel Encantado, Pé na Jaca, Paraíso Tropical, Pantanal, entre outras produções.
Marco Túlio Zerlortini, que atua e é um dos produtores do Grupo Trama, é um dos responsáveis pelo La Movida, coletivo de Belo Horizonte que tem o trabalho centrado em microteatro.
A peça O Homem da Cabeça de Papelão é inspirada em conta de João do Rio, o que chamou atenção da imprensa nacional e colocou o Grupo Trama de Teatro nos holofotes da crítica teatral.
O espetáculo O Homem da Cabeça de Papelão virou filme em 2007 pelas mãos da Carabina Filmes.

## Indicações e prêmios
- 1999: Abracadalivro foi indicado ao prêmio de melhor texto inédito para teatro infantil;
- 2016: Prêmio Cena Minas pelo espetáculo "O Pastelão";